# Manswet Śmigielski

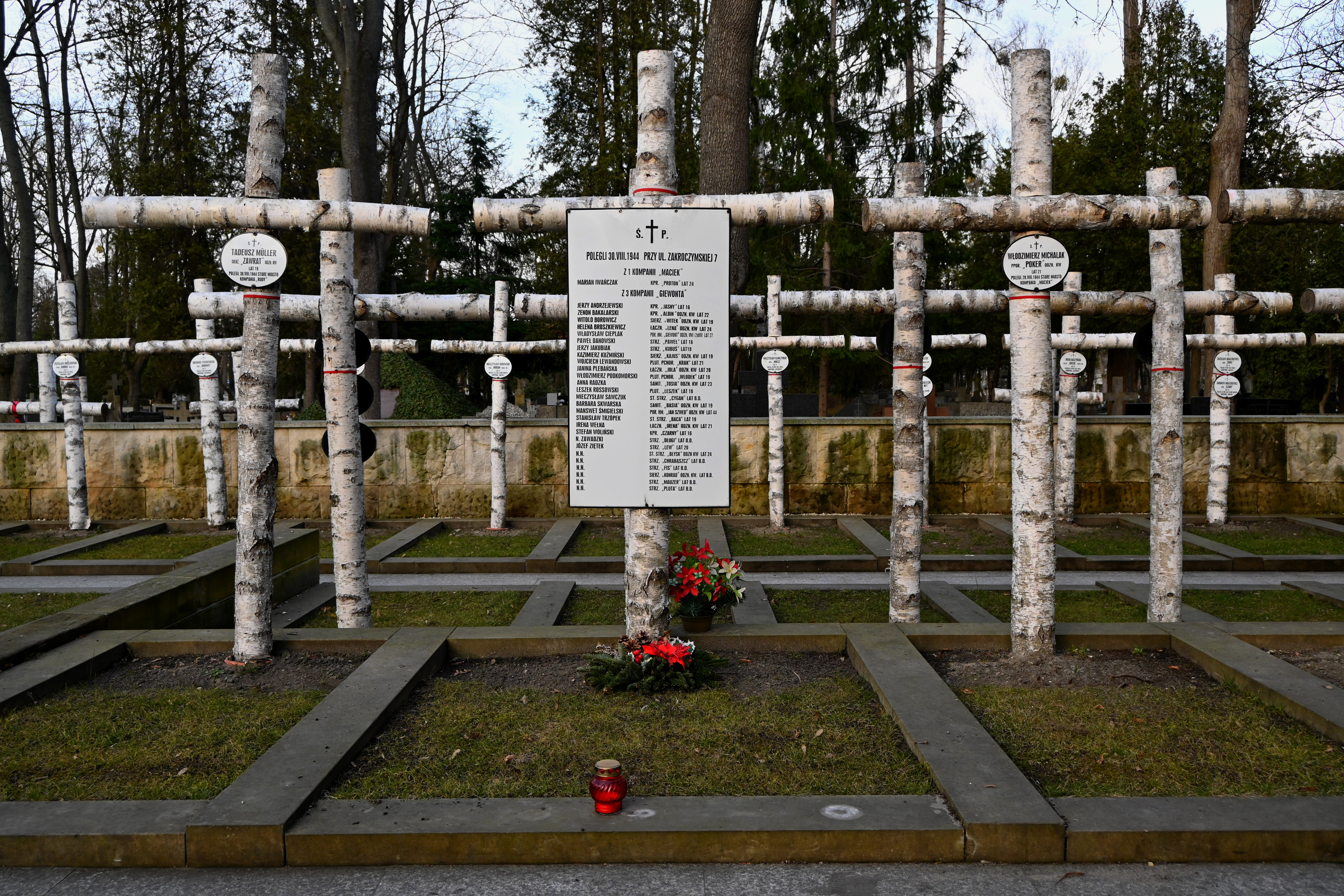
Grób poległych 30 sierpnia 1944 przy ul. Zakroczymskiej 7 w Warszawie na Cmentarzu Wojskowym na Powązkach w Warszawie

Manswet Śmigielski, ps. Jan, Szwed (ur. 7 października 1900 w Szańcu koło Buska, zm. 30 sierpnia 1944 w Warszawie) – polski nauczyciel, działacz harcerski, porucznik rezerwy Wojska Polskiego.
Uczestniczył w walkach o Warszawę z bolszewikami w 1920. W 1922 roku ukończył seminarium nauczycielskie, a w 1929 kurs Szkoły Podchorążych Rezerwy Piechoty w Grudziądzu w stopniu plutonowego podchorążego. Pełnił funkcję kierownika szkoły podstawowej nr 2 w Brwinowie. Od 1932 do 1934 był drużynowym 29. Mazowieckiej Drużyny Harcerzy. Brał udział w budowie szkoły podstawowej w Zielonej (obecnie Szkoła Podstawowa nr 172 im. Polskiej Organizacji Wojskowej w Warszawie) i od 1937 był jej pierwszym kierownikiem. Działał w ruchu esperanckim
W czasie II wojny światowej pracował w Spółdzielni Spożywców. W 1939 wspótworzył działającą w Rembertowie i okolicach tajną organizację harcerską Romb. Brał udział w tajnym nauczaniu i tworzeniu Szarych Szeregów w Rejonie III – „Dęby” (Rembertów) Obwodu Powiat Warszawski Armii Krajowej. Od 1942 był komendantem Chorągwi Mazowieckiej Szarych Szeregów. W 1943 otrzymał stopień Harcmistrza Rzeczypospolitej.
Walczył w Powstaniu Warszawskim na Woli i Starym Mieście jako szef 3. kompanii Giewonta Batalionu AK „Zośka”. Zginął w wyniku bombardowania kamienicy przy ulicy Zakroczymskiej 7. Po  zakończeniu wojny jego zwłoki zostały pochowane w kwaterze Batalionu AK „Zośka” na Powązkach Wojskowych (kwatera A20-4-10).
Był odznaczony Krzyżem Walecznych, Medalem Dziesięciolecia Odzyskanej Niepodległości (1929) i Brązowym Medalem za Długoletnią Służbę w 1938. . Jest patronem ronda w Warszawie-Wesołej, na skrzyżowaniu ulic Wspólnej i Brata Alberta.